# Oxelaëre
Oxelaëre település Franciaországban, Nord megyében. Lakosainak száma 533 fő (2022. január 1.). Oxelaëre Cassel, Bavinchove, Hondeghem és Sainte-Marie-Cappel községekkel határos.

## Népesség
A település népességének változása:
| Lakosok száma | 549  | 535  | 532  | 519  | 518  | 517  | 522  | 528  | 533  |
|               | 2013 | 2015 | 2016 | 2017 | 2018 | 2019 | 2020 | 2021 | 2022 |